# Лейк-Женева
Лейк-Женева (англ. Lake Geneva) — місто (англ. city) у США, в окрузі Волворт штату Вісконсин. Населення — 8277 осіб (2020). Розташоване на узбережжі озера Дженіва, на північний захід від Мілвокі. Місто має загальну площу 16,96 км², з яких 16,94 км² становить суша і 0,02 км² вода..

## Історія
Лейк-Женева було назване на честь міста Женева (штат Нью-Йорк), з яким побачив схожість один з ранніх поселенців Джон Брінк.
У місті Лейк-Женева з 1946 року і до своєї смерті 2008 року жив письменник та розробник настільних ігор Гері Гайгекс.

## Географія
Лейк-Женева розташований за координатами 42°35′0″ пн. ш. 88°25′41″ зх. д. / 42.58333° пн. ш. 88.42806° зх. д. (42.583402, -88.428158). За даними Бюро перепису населення США в 2010 році місто мало площу 16,97 км², з яких 16,95 км² — суходіл та 0,02 км² — водойми.

## Демографія
Згідно з переписом 2010 року, у місті мешкала 7651 особа в 3323 домогосподарствах у складі 1879 родин. Густота населення становила 451 особа/км². Було 4225 помешкань (249/км²).
Расовий склад населення:
| - 87,6 % — білих - 1,5 % — азіатів - 0,6 % — чорних або афроамериканців - 0,2 % — корінних американців - 8,5 % — осіб інших рас |

До двох чи більше рас належало 1,6 %. Частка іспаномовних становила 17,3 % від усіх жителів.
За віковим діапазоном населення розподілялося таким чином: 22,7 % — особи молодші 18 років, 60,6 % — особи у віці 18—64 років, 16,7 % — особи у віці 65 років та старші. Медіана віку мешканця становила 39,8 року. На 100 осіб жіночої статі у місті припадало 90,5 чоловіків; на 100 жінок у віці від 18 років та старших — 89,3 чоловіків також старших 18 років.
Середній дохід на одне домашнє господарство становив 64 366 доларів США (медіана — 43 587), а середній дохід на одну сім'ю — 84 743 долари (медіана — 59 672). Медіана доходів становила 36 885 доларів для чоловіків та 36 676 доларів для жінок. За межею бідності перебувало 16,9 % осіб, у тому числі 27,9 % дітей у віці до 18 років та 9,8 % осіб у віці 65 років та старших.
Цивільне працевлаштоване населення становило 3891 особа. Основні галузі зайнятості: виробництво — 19,9 %, мистецтво, розваги та відпочинок — 16,8 %, освіта, охорона здоров'я та соціальна допомога — 16,1 %.

## Історія
Лейк-Женева було назване по іншому місту Женева (штат Нью-Йорк), з яким побачив схожість один з ранніх поселенців Джон Бринк (John Brink).
У місті Лейк-Женева з 1946 року і до своєї смерті 2008 року жив письменник та розробник настільних ігор Гері Гайгекс.